# Gauliga Westfalen 1936/37
De Gauliga Westfalen 1936/37 was het vierde voetbalkampioenschap van de Gauliga Westfalen. Schalke 04 werd opnieuw kampioen en plaatste zich voor de eindronde om de Duitse landstitel. De club werd groepswinnaar en plaatste zich voor de halve finale, waar de club VfB Stuttgart versloeg. In de finale won de club met 2-0 van 1. FC Nürnberg.

## Eindstand
| Plaats | Club                    | Wed. | W  | G | V  | Saldo  | Ptn.  |
| ------ | ----------------------- | ---- | -- | - | -- | ------ | ----- |
| 1.     | FC Schalke 04           | 18   | 17 | 1 | 0  | 103:14 | 35:10 |
| 2.     | SC Westfalia 04 Herne   | 18   | 10 | 1 | 7  | 42:33  | 21:15 |
| 3.     | BV Borussia 09 Dortmund | 18   | 9  | 1 | 8  | 39:36  | 19:17 |
| 4.     | SpVgg 1912 Herten       | 18   | 8  | 3 | 7  | 39:37  | 19:17 |
| 5.     | SuS Hüsten 09           | 18   | 6  | 5 | 7  | 32:33  | 17:19 |
| 6.     | SV Rotthausen           | 18   | 7  | 3 | 8  | 32:44  | 17:19 |
| 7.     | SV Höntrop 1916         | 18   | 6  | 4 | 8  | 32:37  | 16:20 |
| 8.     | SV Germania 06 Bochum   | 18   | 7  | 2 | 9  | 26:33  | 16:20 |
| 9.     | Erler SV 08             | 18   | 5  | 3 | 10 | 28:63  | 11:25 |
| 10.    | TuS Bochum 08           | 18   | 3  | 3 | 12 | 20:60  | 09:27 |

|  | Kampioen, geplaatst voor nationale eindronde |
|  | Degradatie naar Bezirksliga                  |

## Promotie-eindronde
| Plaats | Club                   | Wed. | Saldo | Ptn. |
| ------ | ---------------------- | ---- | ----- | ---- |
| 1.     | SpVgg Röhlinghausen    | 10   | 18:8  | 14:6 |
| 2.     | SV Arminia 08 Marten   | 10   | 28:14 | 14:6 |
| 3.     | DSC Arminia Bielefeld  | 10   | 31:13 | 12:8 |
| 4.     | SC Preußen 06 Münster  | 10   | 20:19 | 11:9 |
| 5.     | Markischer BV Linden   | 10   | 26:26 | 7:13 |
| 6.     | SpVgg Klafeld-Geisweid | 10   | 11:48 | 2:18 |

|  | Promotie naar Gauliga Westfalen 1937/38 |